# Вайтмаут
Вайтмаут (англ. Whitemouth) — сільський муніципалітет в Канаді, у провінції Манітоба.

## Населення
За даними перепису 2016 року, сільський муніципалітет нараховував 1557 осіб, показавши зростання на 0,6%, порівняно з 2011-м роком. Середня густина населення становила 2,2 осіб/км².
З офіційних мов обидвома одночасно володіли 45 жителів, тільки англійською — 1 470, а 15 — жодною з них. Усього 320 осіб вважали рідною мовою не одну з офіційних, з них 5 — одну з корінних мов, а 15 — українську.
Працездатне населення становило 66,4% усього населення, рівень безробіття — 1,9% (3,3% серед чоловіків та 0% серед жінок). 73,8% осіб були найманими працівниками, а 26,3% — самозайнятими.
Середній дохід на особу становив $36 576 (медіана $30 421), при цьому для чоловіків — $41 740, а для жінок $30 750 (медіани — $38 144 та $23 851 відповідно).
22,4% мешканців мали закінчену шкільну освіту, не мали закінченої шкільної освіти — 43,6%, 34,4% мали післяшкільну освіту, з яких 20,5% мали диплом бакалавра, або вищий.
| Статево-вікова структура населення | Статево-вікова структура населення | Статево-вікова структура населення | Статево-вікова структура населення | Статево-вікова структура населення |
| ---------------------------------- | ---------------------------------- | ---------------------------------- | ---------------------------------- | ---------------------------------- |
|                                    |                                    |                                    |                                    |                                    |
| Всього                             | Всього                             | 51,1%48,9%                         |                                    |                                    |
| 0 — 14 років                       | 0 — 14 років                       |                                    | 16%                                | 16%                                |
| 15 — 64 років                      | 15 — 64 років                      |                                    | 63,8%                              | 63,8%                              |
| 65 і більше                        | 65 і більше                        |                                    | 20,2%                              | 20,2%                              |
| 85 і більше                        | 85 і більше                        |                                    | 2,9%                               | 2,9%                               |
| Середній вік (років)               | Середній вік (років)               | 43,843,7                           | 43,8                               | 43,8                               |
| Медіана (років)                    | Медіана (років)                    | 47,6                               | 47,6                               | 47,6                               |
| — чоловіки — жінки                 |                                    |                                    |                                    |                                    |

| Походження мешканців:     | Походження мешканців:     | Походження мешканців: | Походження мешканців: | Походження мешканців: |
| ------------------------- | ------------------------- | --------------------- | --------------------- | --------------------- |
| Походження                |                           |                       | осіб                  | %                     |
| Корінні американці        | Корінні американці        |                       | 160                   | 11.19%                |
| Інше північноамериканське | Інше північноамериканське |                       | 275                   | 19.23%                |
| Європейське               | Європейське               |                       | 1 200                 | 83.92%                |
| британське                | британське                |                       | 520                   | 36.36%                |
| французьке                | французьке                |                       | 165                   | 11.54%                |
| українське                | українське                |                       | 260                   | 18.18%                |
| Латинськоамериканське     | Латинськоамериканське     |                       | 15                    | 1.05%                 |
| Карибське                 | Карибське                 |                       | 25                    | 1.75%                 |
| Африканське               | Африканське               |                       | 15                    | 1.05%                 |
| Азійське                  | Азійське                  |                       | 15                    | 1.05%                 |

| Зайнятість населення за галузями (за класифікацією NOC): | Зайнятість населення за галузями (за класифікацією NOC): | Зайнятість населення за галузями (за класифікацією NOC): | Зайнятість населення за галузями (за класифікацією NOC): | Зайнятість населення за галузями (за класифікацією NOC): |
| -------------------------------------------------------- | -------------------------------------------------------- | -------------------------------------------------------- | -------------------------------------------------------- | -------------------------------------------------------- |
|                                                          |                                                          |                                                          |                                                          |                                                          |
| Управління                                               | Управління                                               |                                                          | 18,8%                                                    | 18,8%                                                    |
| Бізнес, фінанси та адміністрування                       | Бізнес, фінанси та адміністрування                       |                                                          | 11,9%                                                    | 11,9%                                                    |
| Природничі та прикладні науки                            | Природничі та прикладні науки                            |                                                          | 1,3%                                                     | 1,3%                                                     |
| Охорона здоров'я                                         | Охорона здоров'я                                         |                                                          | 3,1%                                                     | 3,1%                                                     |
| Освіта, правозахист, муніципальні та урядові служби      | Освіта, правозахист, муніципальні та урядові служби      |                                                          | 13,1%                                                    | 13,1%                                                    |
| Мистецтво, культура, відпочинок та спорт                 | Мистецтво, культура, відпочинок та спорт                 |                                                          | 1,3%                                                     | 1,3%                                                     |
| Роздрібна торгівля та послуги                            | Роздрібна торгівля та послуги                            |                                                          | 15,6%                                                    | 15,6%                                                    |
| Гуртова торгівля, транспорт та обладнання                | Гуртова торгівля, транспорт та обладнання                |                                                          | 24,4%                                                    | 24,4%                                                    |
| Природні ресурси, сільське господарство                  | Природні ресурси, сільське господарство                  |                                                          | 8,8%                                                     | 8,8%                                                     |
| Виробництво                                              | Виробництво                                              |                                                          | 3,1%                                                     | 3,1%                                                     |

## Клімат
Середня річна температура становить 2,2°C, середня максимальна – 23°C, а середня мінімальна – -24,4°C. Середня річна кількість опадів – 604 мм.
| Клімат поселення                              | Клімат поселення | Клімат поселення | Клімат поселення | Клімат поселення | Клімат поселення | Клімат поселення | Клімат поселення | Клімат поселення | Клімат поселення | Клімат поселення | Клімат поселення | Клімат поселення | Клімат поселення |
| Показник                                      | Січ.             | Лют.             | Бер.             | Квіт.            | Трав.            | Черв.            | Лип.             | Серп.            | Вер.             | Жовт.            | Лист.            | Груд.            |                  |
| Середній максимум, °C                         | −12,08           | −7,94            | −0,54            | 9,17             | 17,18            | 22,55            | 23,04            | 21,90            | 16,35            | 9,53             | −0,4             | −10,05           |                  |
| Середня температура, °C                       | −18,24           | −14,09           | −6,69            | 3,00             | 11,01            | 16,39            | 18,72            | 17,62            | 12,06            | 5,20             | −4,7             | −14,34           |                  |
| Середній мінімум, °C                          | −24,39           | −20,24           | −12,84           | −3,12            | 4,87             | 10,24            | 14,44            | 13,30            | 7,76             | 0,92             | −9               | −18,64           |                  |
| Норма опадів, мм                              | 25               | 18               | 26               | 31               | 69               | 98               | 90               | 72               | 63               | 49               | 35               | 28               |                  |
| Середньомісячна швидкість вітру, м/с          | 3.40             | 3.40             | 3.64             | 3.80             | 3.90             | 3.60             | 3.30             | 3.40             | 3.80             | 4.00             | 3.90             | 3.50             |                  |
| Середньомісячна сонячна радіація, кДж/м²·день | 4193             | 7630             | 12437            | 17097            | 19956            | 20857            | 21172            | 17968            | 12415            | 7274             | 4053             | 3065             |                  |
| --------------------------------------------- | ---------------- | ---------------- | ---------------- | ---------------- | ---------------- | ---------------- | ---------------- | ---------------- | ---------------- | ---------------- | ---------------- | ---------------- | ---------------- |
| Джерело:                                      |                  |                  |                  |                  |                  |                  |                  |                  |                  |                  |                  |                  |                  |